# Telemor
Telemor  là nhà mạng viễn thông có trụ sở chính tại Đông Timor. 
Đây là thị trường thứ 7 của Viettel đầu tư ra nước ngoài. Mạng di động đến từ Việt Nam đồng thời có lãi sau 6 tháng, đây là kết quả nhanh nhất mà Viettel có được từ trước giờ khi đầu tư ra nước ngoài. Chính vì thế, Telemor đã trở thành nhà mạng được ưa chuộng số 1 tại đất nước này.
Telemor cũng là nhà mạng chính thức cung cấp hạ tầng 4G cho thị trường này.

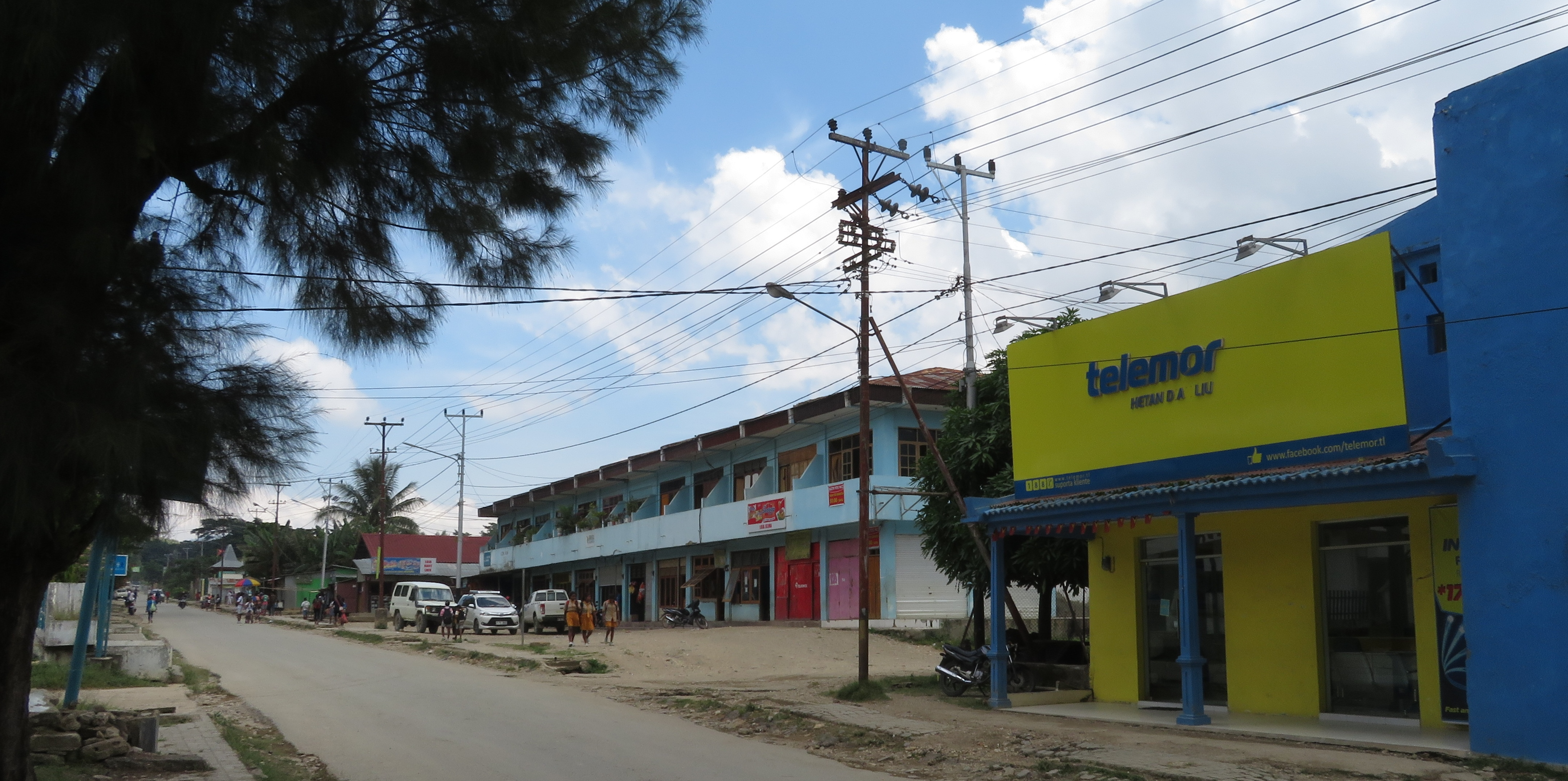
Một cửa hàng Telemor tại Đông Timor

## Sự kiện
7/2013 - Telemor chính thức được triển khai tại Đông Timor;
2017 - Chính thức triển khai hạ tầng 4G;
2014 - Telemor có số thuê bao hoạt động đạt 400.000. Ngoài ra, Telemor đạt giải thưởng là giải bạc stevie Award "Khởi nghiệp của năm".
2017 - Telemor trở thành nhà mạng cung cấp dịch vụ 4G đầu tiên tại Đông Timor.
2019 - Telemor đoạt Giải thưởng Ngân hàng TW Timor: Doanh nghiệp đóng góp tài chính xuất sắc.
2020 - Ra mắt SuperApp Kakoak.
2021 - Ra mắt giải pháp học trực tuyến Meskola.
2022 - Kỷ niệm 10 năm thành lập Telemor.

## Tập đoàn Viettel

Bản đồ các quốc gia có đầu tư của Viettel

| Châu Phi   | Châu Phi | Châu Mỹ    | Châu Mỹ | Châu Á    | Châu Á  | Châu Á |
| ---------- | -------- | ---------- | ------- | --------- | ------- | ------ |
| Burundi    | Lumitel  | Haiti      | Natcom  | Campuchia | Metfone |        |
| Cameroon   | Nexttel  | Perú       | Bitel   | Lào       | Unitel  |        |
| Mozambique | Movitel  |            |         | Myanmar   | Mytel   |        |
| Tanzania   | Halotel  | Đông Timor | Telemor |           |         |        |
|            |          | Việt Nam   | Viettel |           |         |        |